# امیرحسین ترکاشوند
امیرحسین ترکاشوند (زادهٔ ۱۳۴۳) پژوهشگر قرآن و متون دینی است. وی بازنشستهٔ سپاه و دانش‌آموختهٔ کارشناسی ارشد علوم قرآنی از دانشگاه تهران است.

## دیدگاه‌ها
نامدارترین اثر او، کتاب حجاب شرعی در عصر پیامبر است. ترکاشوند کار پژوهش این کتاب را از مهرماه ۱۳۸۴ آغاز کرد که تا مرداد ۱۳۸۸ به درازا کشید، سپس تا نیمهٔ سال ۱۳۸۹ تألیف آن ادامه پیدا کرد و با عدم صدور مجوز چاپ از وزارت فرهنگ در همان سال، نسخهٔ نهایی آن در اردیبهشت ۱۳۹۰ – سی‌ودومین سالگرد درگذشت نویسندهٔ کتاب مسئلهٔ حجاب – در فضای مجازی منتشر شد. گفتنی‌است نسخهٔ اولیهٔ این کتاب پیش از انتشار عمومی به صورت محدود در میان قرآن‌پژوهان و فقها و مراجع و شخصیت‌های برجستهٔ علمی منتشر شده بود. زان‌پس ویراست نهایی آن در قالب لوح فشرده و سرانجام در فضای مجازی پخش و پراکنده گردید.
وی در این کتاب چنین نتیجه می‌گیرد که میزان واجب حجاب برای زن، پوشاندن «تنه و ران‌ها و بازوان» بوده است. بر مبنای رأی حداقلی نیز به «سَترِ عورَتَین» در معنای پوشاندن پیش و پسِ ناف تا زانوها اشاره می‌کند.
اثر دیگر وی، کتاب نسخ سنگسار توسط اسلام است که به مانند کتاب پیشین در نسخهٔ مجازی به سال ۱۳۹۱ منتشر شد و در دسترس مخاطبان قرار گرفت.
او در این کتاب به‌ویژه با اشاره به نبود هیچ آیه‌ای در قرآن دربارهٔ دیدگاه خود در خصوص سنگسار استدلال می‌کند که «نه تنها هیچ وقت حکم سنگسار در اسلام وجود نداشته است بلکه اسلام به مقابله با آن پرداخته است.» نتایج پژوهش‌های فقهی او دربارهٔ غیبت امام زمان واکنش‌های زیادی را برانگیخت.

## نشست‌های نقد و بررسی آثار
- حجاب در بستر تاریخ و فرهنگ عصر نزول و نقد کتاب حجاب شرعی[۹]
- لزوم و اندازهٔ پوشیدگی زنان در تاریخ فقه[۱۰]
- حدود شرعی حجاب، بازخوانی نظریهٔ حجاب حداقلی[۱۱]